# Fred De Palma
Fred De Palma, pseudonimo di Federico Palana (Ceva, 3 novembre 1989), è un cantautore e rapper italiano.

## Biografia

### Primi anni
Figlio di Mimma Nicolosi, scultrice e  Antonio Palana, dà inizio alla propria carriera musicale nel 2007, attraverso la conoscenza delle principali personalità di spicco della scena torinese, mostrando ben presto una forte attitudine al freestyle, che in breve tempo gli vale una notevole notorietà nell'ambiente. Le numerose partecipazioni ai maggiori contest di freestyle fra Torino e Milano lo hanno messo in contatto con nuove realtà e nel 2010 ha conosciuto Dirty C, con il quale ha formato il gruppo Royal Rhymes iniziando a fare i primi esperimenti in studio.
A inizio 2010 il gruppo ha firmato un contratto discografico con l'etichetta discografica indipendente Trumen Records, entrando in contatto con i produttori Jahcool e Double H Groovy. Intorno allo stesso periodo, Fred De Palma ha proseguito con la partecipazione ai vari concorsi di freestyle, ottenendo una vittoria allo Zelig Urban Talent 2011 e il terzo posto nel 2012 al programma televisivo MTV Spit, dietro a Nitro e Shade. Il 23 novembre 2011 i Royal Rhymes hanno pubblicato l'omonimo album di debutto, uscito attraverso la Saifam Group. Ad esso ha fatto seguito l'EP God Save the Royal, uscito il 10 luglio 2012.

### Carriera da solista
Nel corso del 2012 Fred De Palma ha intrapreso la carriera da solista, incidendo in due settimane il primo album F.D.P., uscito il 6 novembre dello stesso anno. Nel giugno 2013 è stato pubblicato il videoclip del brano inedito Passa il microfono, da lui realizzato insieme ai rapper Moreno, Clementino e Shade, mentre verso la fine di settembre del medesimo anno è entrato a far parte del collettivo Roccia Music di Marracash, realizzando con gli artisti appartenenti al collettivo l'album Genesi, uscito il 18 ottobre. All'interno del disco, De Palma ha partecipato in quattro brani, tra cui Lettera al successo, che ha dato il titolo al suo secondo album in studio uscito nel giugno 2014.
Il 17 dicembre 2014 ha annunciato il proprio addio dal collettivo Roccia Music a causa di motivi da lui definiti privati. In seguito, il 10 febbraio 2015 ha rivelato di aver firmato un contratto discografico con la Warner Music Italy, con la quale ha pubblicato il terzo album BoyFred, uscito il 2 ottobre dello stesso anno. Il disco si compone di quattordici brani e presenta un incrocio tra le sonorità hip hop che hanno contraddistinto la sua carriera iniziale con quelle trap e reggaeton, quest'ultimo genere in seguito approcciato maggiormente dall'artista negli anni successivi.
Nel settembre 2017 ha pubblicato il suo quarto album Hanglover, anticipato dai singoli Il cielo guarda te, Adiós e Ora che. Nell'album l'artista collabora con diversi produttori tra cui Takagi & Ketra, Davide Ferrario e Mace. Il 15 giugno 2018 pubblica il singolo D'estate non vale, in collaborazione con Ana Mena. Un anno dopo, ha rinnovato la collaborazione con la cantante spagnola con il singolo Una volta ancora. Tutti questi singoli verranno successivamente inseriti nella lista tracce del quinto album del cantante, Uebe, pubblicato il 13 settembre 2019 e promosso anche dal singolo Il tuo profumo, inciso con Sofía Reyes e uscito a ottobre dello stesso anno.
Nel 2020 è la volta di Paloma, cantato con la cantante brasiliana Anitta, seguito il 12 marzo 2021 da Ti raggiungerò, che è diventato la colonna sonora dello spot di Wind Tre con lo showman Fiorello come protagonista. Nel 2021 è uscito il brano Un altro ballo, nuovamente inciso con Anitta. Nel 2022 è stata la volta di Romance, in collaborazione con Justin Quiles. Il 17 giugno 2022 è stato pubblicato il singolo Extasi. Nel 2023 sono usciti i singoli Adrenalina e Melodia criminal (terzo con Ana Mena), insieme anche a Mala in collaborazione con Lazza e Tony Effe.
Nel febbraio 2024 ha partecipato per la prima volta in gara al 74º Festival di Sanremo con il brano Il cielo non ci vuole, classificatosi all'ultimo posto nella serata conclusiva. Durante la quarta serata dedicata alle cover ha duettato con gli Eiffel 65 in un medley delle loro canzoni. Il 7 giugno è stato pubblicato il singolo estivo Notte cattiva, in collaborazione con Guè. Il 19 luglio è stato reso disponibile il singolo Passione. Il 18 ottobre è uscito il singolo Mmh, in collaborazione con Rose Villain. L'11 aprile 2025 è uscito il singolo Sexy rave, in collaborazione con Baby Gang. Il 23 maggio è uscito il singolo Barrio lambada, seguito il 18 luglio dal singolo Gli occhi su di noi.

## Discografia

### Da solista
- 2012 – F.D.P.
- 2014 – Lettera al successo
- 2015 – BoyFred
- 2017 – Hanglover
- 2019 – Uebe
- 2021 – Unico

### Con i Royal Rhymes
- 2011 – Royal Rhymes

## Partecipazioni a manifestazioni canore
- Festival di Sanremo (Rai 1)
  - 2024 – 30º posto con Il cielo non ci vuole